# Jean Baptiste Kléber
 Der er for få eller ingen kildehenvisninger i denne artikel, hvilket er et problem. Du kan hjælpe ved at angive troværdige kilder til de påstande, som fremføres i artiklen.

Jean Baptiste Kléber (9. marts 1753 – 14. juni 1800) var en fransk general, han er mest kendt som Napoleons efterfølger som hærfører, da Napoleon på 23. august 1799, efter pres på hjemmefronten i Frankrig, måtte forlade Egypten. 